# Hala Młyńska
Hala Młyńska – duża polana w Gorcach. Znajduje się na południowych i wschodnich stokach Kiczory oraz południowych stokach Jaworzyny Kamienickiej. Jest najwyżej położoną z ciągu kilku polan na południowym, opadającym do Przełęczy Knurowskiej grzbiecie Kiczory. W kolejności od góry na dół są to: Hala Młyńska, Cioski, Hala Nowa, Zielenica i Rąbaniska.
Hala Młyńska posiada wieloplanowe widoki na Pasmo Lubania, dolinę Ochotnicy, Pieniny, Magurę Spiską i Beskid Sądecki. Na polanie występują gatunki wysokogórskie, takie jak kuklik górski, prosienicznik jednogłówkowy i urdzik karpacki.
Znajduje się na obszarze Gorczańskiego Parku Narodowego i należy do wsi Ochotnica Górna w województwie małopolskim, w powiecie nowotarskim, w gminie Ochotnica Dolna. W rogu polany duża, opracowana przez GPN tablica informacyjna o dawnym rezerwacie „Turbacz”. Obok niej odgałęzia się zielona ścieżka dydaktyczna prowadząca na Polanę Jaworzyna Kamienicka. W lesie tuż poniżej dolnych, wschodnich obrzeży polany wypływa potok Furcówka.

## Szlaki turystyki pieszej
Główny Szlak Beskidzki, odcinek: Przełęcz Knurowska – Karolowe – Czerteż – Stusy – Rąbaniska – Zielenica – Hala Nowa – Hala Młyńska – Kiczora – Trzy Kopce – Polana Gabrowska – Hala Długa – Turbacz. Odległość 8,5 km, suma podejść 610 m, suma zejść 140 m, czas przejścia 3 godz., z powrotem 2 godz. 5 min.

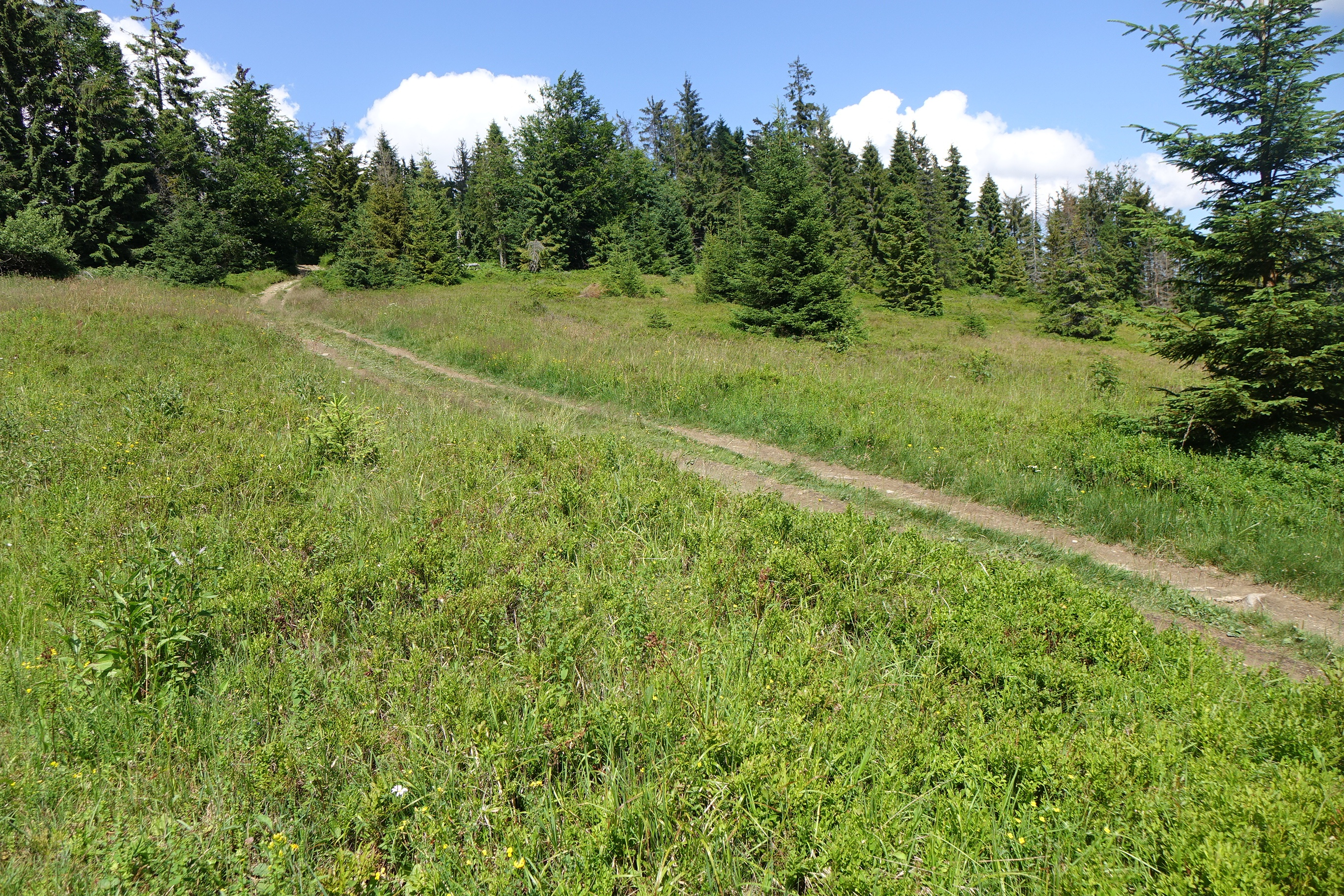
Hala Młyńska w 2022 r.